# Friedrich Oltmanns
Friedrich Oltmanns (Oberndorf an der Oste (Baixa Saxónia), 11 de julho de 1860 — Freiburg im Breisgau, 13 de dezembro de 1945) foi um botânico e ficologista que se destacou no estudo da morfologia e biologia das macroalgas.

## Biografia
Friedrich Oltmanns iniciou os seus estudos superiores em 1880 na Universidade de Jena (a Friedrich-Schiller-Universität Jena), onde foi aluno, de entre outros professores de renome, do botânico Eduard Strasburger. A partir de 1881/1882 continuou os seus estudos na Universidade de Berlim (a Humboldt-Universität zu Berlin). Em 1884 doutorou-se na Universidade de Estrasburgo sob a orientação de Heinrich Anton de Bary.
A partir de 1885 trabalhou como assistente na Universidade de Rostock, onde em 1886 obteve habilitação para a docência universitária. Em 1893 foi nomeado professor extraordinário de botânica farmacêutica na Universidade de Freiburg (a Albert-Ludwigs-Universität de Freiburg im Breisgau), onde em 1902 se tornou professor catedrático (Ordinarius) de Botânica e Farmacognosia e director do Jardim Botânico de Freiburg.
Ao longo da sua carreira, Oltmanns investigou principalmente no campo das algas. Do seu trabalho emergiu um obra considerada de referência, intitulada Morphologie und Biologie der Algen (Morfologia e Biologia das Algas). Além disso, Oltmanns ficou também conhecido pela descrição da vegetação da região alemã da Floresta Negra publicada na obra em dois volumes intitulada Pflanzenleben des Schwarzwaldes (Vida vegetal da Floresta Negra). Oltmanns passou a professor emérito em 1930.
Muitos dos seus alunos foram posteriormente botânicos de reconhecidos méritos, entre os quais Hans Burgeff, Alfons Köckemann, Walter Kotte, Kurt Noack, Erich Oberdorfer, Friedrich Oehlkers, Felix Rawitscher, Hermann Otto Sleumer, Peter Stark, Otto Stocker e Walter Zimmermann. Felix Rawitscher e Hans Kniep trabalharam como assistentes de Oltmanns.
A partir de Desde 1921 Oltmanns foi membro correspondente da Real Academia Prussiana de Ciências (Königlich-Preußische Akademie der Wissenschaften). Em 1935, foi nomeado para a Leopoldina. Foi desde 1909 membro extraordinário da Academia das Ciências de Heidelberg (Heidelberger Akademie der Wissenschaften).
Em colaboração com Max Verworn, Hermann Theodor Simon, Eugen Korschelt, entre outros, foi co-editor dos 10 volumes da obra Handwörterbuch der Naturwissenschaften (Dicionário das Ciências Naturais).
Foi autor da obra em três volumes intitulada Morphologie und Biologie der Algen (Morfologia e biologia das algas) que dedica cada um dos volumes às seguintes aspectos da biologia e taxonomia das algas: 
- Volume 1: Chrysophyceae, Chlorophyceae.
- Volume 2: Phaeophyceae, Rhodophyceae.
- Volume 3: Morphologie, Fortpflanzung, die Ernährung der Algen, der Haushalt der Gewässer, die Lebensbedingungen, Vegetations-Perioden, das Zusammenleben (Morfologia, reprodução, nutrição de algas, uso da água, condições de vida, períodos de vegetação, formação de associações).[5][6]

Os géneros de algas Oltmannsiella, Oltmannsiellopsis e Oltmannsia foram assim designados em sua honra, tendo o último destes géneros sido circunscrito pelo ficologista austríaco Josef Schiller (1877-1960). No bairro de Unterwiehre da cidade de Freiburg existe uma rua cujo topónimo homenageia Oltmanns (Oltmanns-Strasse).
Karl Ritter von Goebel, numa carta dirigida a Anton de Bary a 1 de junho de 1886, afirma: «Er ist zu jeder Arbeit willig (und daran haben wir keinen Mangel), und – wie das dem Apothekersohn ziem – praktisch. Auch in der Fakultät hat er während meiner Abwesenheit durch den Eifer, mit dem er seinen Obliegenheiten nachkam, allgemein gefallen. Als einzigen Schatten kann ich, um das Bild nicht zu hell zu machen, eine sonderbare Ungeschicklichkeit im Präparieren, soweit es sich nicht um Schneiden handelt, anführen. Indes, das ist Übungssache und wird sich geben».

## Obras
Entre muitas outras, Friedrich Oltmanns é autor das seguintes obras:
- 1889: Beiträge zur Kenntniss der Fucaceen
- 1920: Die Geschichte der Pflanzenwelt Badens
- 1922: Morphologie und Biologie der Algen (3 Bände)
  - Vol. 1: Chrysophyceae, Chlorophyceae.
  - Vol. 2: Phaeophyceae, Rhodophyceae
  - Vol. 3: Morphologie, Fortpflanzung, die Ernährung der Algen, der Haushalt der Gewässer, die Lebensbedingungen, Vegetations-Perioden, das Zusammenleben
- 1922: Das Pflanzenleben des Schwarzwaldes (2 volumes)
  - Vol. 1: Texto
  - Vol. 2: Imagens e mapas